# Cleomedes
Acest articol se referă la un astronom grec. Pentru articolul despre craterul lunar numit pentru el, a vedea Cleomedes (crater).
Cleomedes (în greacă Κλεoμήδης) a fost un astronom grec care este cunoscut mai ales pentru cartea sa Despre Mișcările Circulare ale Corpurilor Cerești.

## Situare cronologică a operei sale
Datele nașterii și morții sale nu sunt cunoscute—istoricii au sugerat că el a scris lucrarea sa cândva între mijlocul secolul 1 î.e.c. și 400 e.c. Estimările mai primitive se bazează pe faptul că Cleomedes se referă pe larg în scrierile sale la lucrarea lui Posidonius din Rodos, matematician și astronom (135 î.e.c. - 51 î.e.c.), și totuși aparent deloc la lucrarea lui Ptolemeu (85-165 e.c.). (Cleomedes, de asemenea, se referă la Aristotel (384 - 322 î.e.c. ), Pytheas din Massalia (325 î.e.c.), Aratus (310 - 240 î.e.c.), Eratosthenes (276 - 195 î.e.c.), și Hiparh (190 - 120 î.e.c.)) . Aceste concluzii au fost contestate pe baza faptului că lucrarea lui Cleomedes reprezenta o astronomie relativ elementară, și că referința la Ptolemeu nu ar fi de așteptat necesarmente. Matematicianul din secolul XX Otto Neugebauer, cu toate acestea, s-a uitat îndeaproape la observațiile astronomice făcute de Cleomedes, și a concluzionat că o dată de 371 e.c. (±50 de ani) explică mai bine ce se găsește acolo. Estimarea lui Neugebauer a fost contestată pe motiv că Cleomedes face erori observaționale cu frecvență destulă încât există o dificultate în a decide care observații sunt de încredere, în scopul de a data munca lui.

## Despre Mișcările Circulare ale Corpurilor Cerești
Cartea pentru care Cleomedes este cunoscut este un manual de astronomie destul de bazic, în două volume. Scopul său în scriere pare să fi fost și filosofic și științific - el acordă o parte importantă criticării ideilor științifice ale Epicureicilor. 

## Moștenire
Cleomedes este memorializat de craterul Cleomedes din porțiunea nord-estică a Lunii vizibile.